# 24h Le Mans 1957

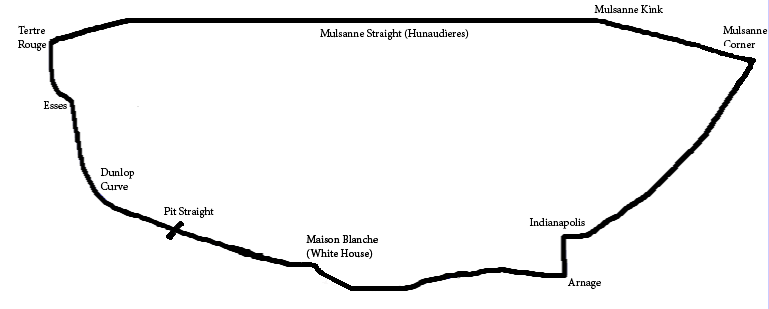
Tor Circuit de la Sarthe

24h Le Mans 1957 – 24–godzinny wyścig rozegrany na torze Circuit de la Sarthe w dniach 22–23 czerwca 1957 roku. Był piątą rundą Mistrzostw Świata Samochodów Sportowych.

## Wyniki
Źródło: experiencelemans.com
| Poz. | Klasa  | Nr | Zespół                          | Kierowcy                              | Nadwozie               | Silnik                  | Okr. |
| ---- | ------ | -- | ------------------------------- | ------------------------------------- | ---------------------- | ----------------------- | ---- |
| 1    | S 5000 | 3  | Ecurie Ecosse                   | Ron Flockhart Ivor Bueb               | Jaguar D-Type          | Jaguar 3.8L I6          | 327  |
| 2    | S 5000 | 15 | Ecurie Ecosse                   | Ninian Sanderson John Lawrence        | Jaguar D-Type          | Jaguar 3.4L I6          | 319  |
| 3    | S 5000 | 17 | Equipe Los Amigos               | Jean Lucas Jean-Marie Brousselet      | Jaguar D-Type          | Jaguar 3.4L I6          | 317  |
| 4    | S 5000 | 16 | Equipe Nationale Belge          | Paul Frère Freddy Rousselle           | Jaguar D-Type          | Jaguar 3.4L I6          | 310  |
| 5    | S 5000 | 8  | Scuderia Ferrari                | Stuart Lewis-Evans Martino Severi     | Ferrari 315 S          | Ferrari 3.8L V12        | 300  |
| 6    | S 5000 | 4  | J.D. Hamilton                   | Duncan Hamilton Masten Gregory        | Jaguar D-Type          | Jaguar 3.8L I6          | 299  |
| 7    | S 2000 | 28 | Écurie Francorchamps            | Lucien Bianchi Georges Harris         | Ferrari 500 TRC        | Ferrari 2.0L I4         | 288  |
| 8    | S 1500 | 35 | Ed Hugus                        | Ed Hugus Carel Godin de Beaufort      | Porsche 550A RS        | Porsche 1.5L Flat-4     | 286  |
| 9    | S 1100 | 62 | Lotus Engineering               | Herbert MacKay-Fraser Jay Chamberlain | Lotus 11               | Coventry Climax 1.1L I4 | 285  |
| 10   | S 2000 | 31 | AC Cars Ltd.                    | Peter Bolton Ken Rudd                 | AC Ace                 | Bristol 2.0L I6         | 281  |
| 11   | S 3000 | 21 | David Brown                     | Jean-Paul Colas Jean Kerguen          | Aston Martin DB3S      | Aston Martin 3.0L I6    | 272  |
| 12   | S 2000 | 26 | Georges Guyet                   | Georges Guyet Michel Parsy            | Maserati A6G CS        | Maserati 2.0L I4        | 260  |
| 13   | S 1100 | 42 | Robert Walshaw                  | Robert Walshaw John Dalton            | Lotus 11               | Coventry Climax 1.1L I4 | 259  |
| 14   | S 750  | 55 | Lotus Engineering               | Cliff Allison Keith Hall              | Lotus 11               | Coventry Climax 0.7L I4 | 259  |
| 15   | S 1100 | 40 | Cooper Car Company              | Jack Brabham Ian Raby                 | Cooper T39             | Coventry Climax 1.1L I4 | 254  |
| 16   | S 1100 | 41 | André Héchard Lotus Engineering | André Héchard Roger Masson            | Lotus 11               | Coventry Climax 1.1L I4 | 253  |
| 17   | S 750  | 49 | Automobiles Deutsch et Bonnet   | Louis Cornet Henri Perrier            | DB HBR                 | Panhard 0.7L FLat-2     | 239  |
| 18   | S 750  | 52 | Equipe Monopole Course          | Pierre Chancel Jean-Pierre Hémard     | Monopole X89 Coupe     | Panhard 0.7L Flat-2     | 238  |
| 19   | S 750  | 46 | Automobili O.S.C.A.             | Jean Laroche Rémy Radix               | O.S.C.A. 750 Sport     | O.S.C.A. 0.7L I4        | 234  |
| 20   | S 750  | 53 | Equipe Monopole Course          | Pierre Chancel Pierre Flahault        | Monopole X88 Coupe     | Panhard 0.7L Flat-2     | 230  |
| 21   | S 750  | 58 | Automobili Stanguellini         | Fernand Sigrand Michel Robert Nicol   | Stanguellini 750 Sport | Stanguellini 0.7L I4    | 214  |

### Nie ukończyli
| Poz. | Klasa  | Nr | Zespół                               | Kierowcy                              | Nadwozie                   | Silnik                  | Okr. |
| ---- | ------ | -- | ------------------------------------ | ------------------------------------- | -------------------------- | ----------------------- | ---- |
| 22   | S 1500 | 34 | Porsche KG                           | Claude Storez Ed W. Crawford          | Porsche 550A RS            | Porsche 1.5L Flat-4     | 275  |
| 23   | S 2000 | 24 | Automobiles Frazer Nash Ltd.         | Richard Stoop Peter Jopp              | Frazer Nash Sebring        | Bristol 2.0L I6         | 240  |
| 24   | S 2000 | 27 | Fernand Tavano                       | Fernand Tavano Jacques Péron          | Ferrari 500 TRC            | Ferrari 2.0L I4         | 235  |
| 25   | S 5000 | 10 | North American Racing Team (NART)    | George Arents Jan de Vroom            | Ferrari 290MM-C            | Ferrari 3.5L V12        | 183  |
| 26   | S 1100 | 45 | Wolfgang Seidel                      | Wolfgang Seidel Heinz Meier           | DKW Monza Coupe            | DKW 1.0L I3 (2-Stroke)  | 151  |
| 27   | S 3000 | 20 | David Brown                          | Tony Brooks Noel Cunningham-Reid      | Aston Martin DBR1/300      | Aston Martin 2.9L I6    | 140  |
| 28   | S 2000 | 25 | Lèon Coulibeuf                       | Lèon Coulibeuf José Behra             | Maserati 200SI             | Maserati 2.0L I4        | 136  |
| 29   | S 750  | 56 | Automobili Stanguellini              | René-Philippe Faure Gilbert Foury     | Stanguellini Bialbero      | Stanguellini 0.7L I4    | 131  |
| 30   | S 2000 | 29 | Equipe Los Amigos                    | François Picard Richie Ginther        | Ferrari 500 TRC            | Ferrari 2.0L I4         | 129  |
| 31   | S 1500 | 32 | Porsche KG                           | Umberto Maglioli Edgar Barth          | Porsche 718 RSK            | Porsche 1.5L Flat-4     | 129  |
| 32   | S 750  | 54 | Equipe Monopole Course               | René Cotton Jacques Blanchet          | Monopole X88 Spyder        | Panhard 0.7L Flat-2     | 127  |
| 33   | S 750  | 50 | Automobiles Deutsch et Bonnet        | Jean-Claude Vidilles Jo Schlesser     | DB HBR                     | Panhard 0.7L Flat-2     | 126  |
| 34   | S 750  | 51 | Automobiles Deutsch et Bonnet        | Paul Armagnac Gérard Laureau          | DB HBR                     | Panhard 0.7L Flat-2     | 120  |
| 35   | S 3000 | 19 | David Brown                          | Roy Salvadori Les Leston              | Aston Martin DBR1/300      | Aston Martin 2.9L I6    | 112  |
| 36   | S 5000 | 9  | Scuderia Ferrari                     | Olivier Gendebien Maurice Trintignant | Ferrari 250 TR58           | Ferrari 3.1L V12        | 109  |
| 37   | S 1500 | 33 | Porsche KG                           | Hans Herrmann Richard von Frankenberg | Porsche 550A RS            | Porsche 1.5L Flat-4     | 87   |
| 38   | S 5000 | 5  | David Brown                          | Graham Whitehead Peter Whitehead      | Aston Martin DBR2/370      | Aston Martin 3.7L I6    | 81   |
| 39   | S 5000 | 11 | Equipe Nationale Belge               | Jacques Swaters Alain de Changy       | Ferrari 290MM-C            | Ferrari 3.5L V12        | 73   |
| 40   | S 3000 | 12 | Officine Alfieri Maserati            | Giorgio Scarlatti Jo Bonnier          | Maserati 300S              | Maserati 3.0L I6        | 73   |
| 41   | S 1500 | 60 | Equipe Nationale Belge               | Claude Dubois George Hacquin          | Porsche 550A RS            | Porsche 1.5L Flat-4     | 70   |
| 42   | S 750  | 57 | Bernard Deviterne                    | Bernard Deviterne Marcel Lailler      | DB HBR5                    | Panhard 0.7L Flat-2     | 68   |
| 43   | S 1100 | 44 | Automobili Stanguellini              | Francesco Siracusa Roberto Lippi      | Stanguellini Prototipo     | Fiat 1.1L I4            | 67   |
| 44   | S 5000 | 7  | Scuderia Ferrari                     | Mike Hawthorn Luigi Musso             | Ferrari 335S               | Ferrari 4.0L V12        | 56   |
| 45   | S 1100 | 39 | Arnott Cars Ltd.                     | Jim Russell Dennis Taylor             | Arnott Sport               | Coventry Climax 1.1L I4 | 46   |
| 46   | S 3000 | 18 | Equipe Gordini                       | André Guelfi Jean Guichet             | Gordini T24S               | Gordini 3.0L I8         | 38   |
| 47   | S 5000 | 1  | Officine Alfieri Maserati            | Stirling Moss Harry Schell            | Maserati 450S Zagato Coupe | Maserati 4.5L V8        | 32   |
| 48   | S 5000 | 2  | Officine Alfieri Maserati            | Jean Behra André Simon                | Maserati 450S Spyder       | Maserati 4.5L V8        | 28   |
| 49   | S 1500 | 36 | Maurice Slotine                      | Maurice Slotine Roland Bourel         | Porsche 356A               | Porsche 1.5L Flat-4     | 26   |
| 50   | S 2000 | 61 | Gottfried Köchert                    | Gottfried Köchert Erwin Bauer         | Ferrari 500 TRC            | Ferrari 2.0L I4         | 18   |
| 51   | S 750  | 47 | Automobilies VP                      | Jean-Marie Dumazer Bernard Costen     | VP 166R                    | Renault 0.7L I4         | 15   |
| 52   | S 2000 | 30 | Equipe Gordini                       | Charles de Clareur Robert La Caze     | Gordini T15S               | Gordini 2.0L I6         | 3    |
| 53   | S 5000 | 6  | Scuderia Ferrari                     | Peter Collins Phil Hill               | Ferrari 335MM              | Ferrari 3.0L V12        | 2    |
| 54   | S 3000 | 23 | Automobiles Talbot / Ecurie Dubonnet | Franco Bordoni Bruce Halford          | Talbot-Lago Sport 2500     | Maserati 2.5L I6        | 0    |